# نيكولاس كلاي
نيكولاس كلاي (بالإنجليزية: Nicholas Clay)‏ (و. 1946 – 2000 م) هو ممثل، من المملكة المتحدة، توفي في لندن، عن عمر يناهز 54 عاماً بسبب سرطان الكبد.

## التعليم
تعلم في الأكاديمية الملكية للفنون المسرحية، في تخصص تمثيل.

## وصلات خارجية
- نيكولاس كلاي على موقع IMDb (الإنجليزية)
- نيكولاس كلاي على موقع روتن توميتوز (الإنجليزية)
- نيكولاس كلاي على موقع ألو سيني (الفرنسية)
- نيكولاس كلاي على موقع تيرنر كلاسيك موفيز (الإنجليزية)
- نيكولاس كلاي على موقع أول موفي (الإنجليزية)
- نيكولاس كلاي على موقع قاعدة بيانات برودواي على الإنترنت (الإنجليزية)
- نيكولاس كلاي على موقع قاعدة بيانات الأفلام السويدية (السويدية)
- نيكولاس كلاي على موقع ديسكوغز (الإنجليزية)
- نيكولاس كلاي على موقع قاعدة بيانات الفيلم (الإنجليزية)
- نيكولاس كلاي على موقع كينوبويسك (الروسية)